# 白瀧站
白瀧站（日语：／ Shirataki eki */?）位於北海道紋別郡遠輕町，是北海道旅客鐵道（JR北海道）石北本線上的站。目前特急列車「鄂霍次克」（オホーツク）部分班次有停靠。

## 車站構造
側式、島式月台合計2面3線的地面車站。以前分岔出眾多側線，故其站場較大。來往月台間可利用天橋或橫越軌道。

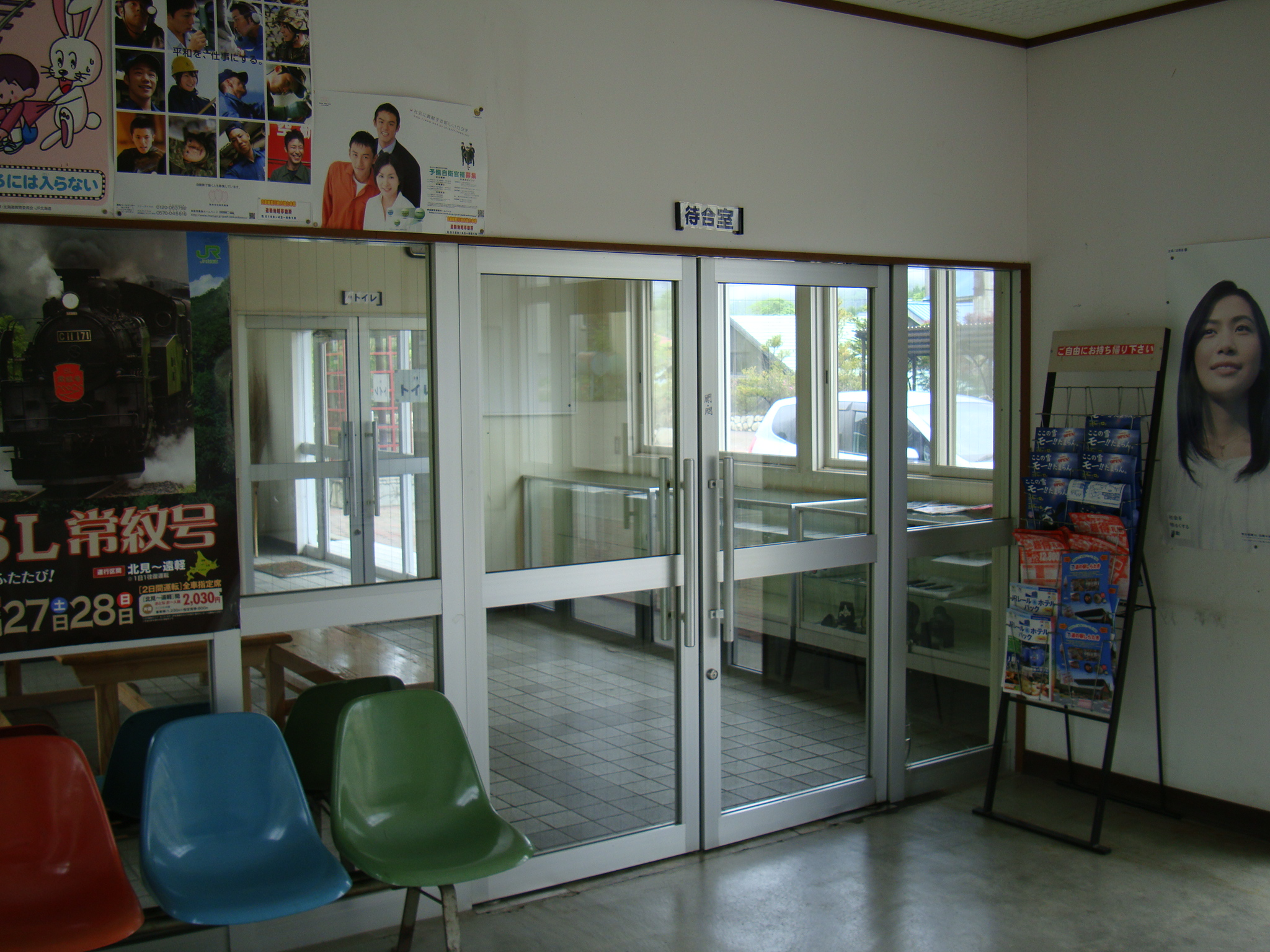
候車室

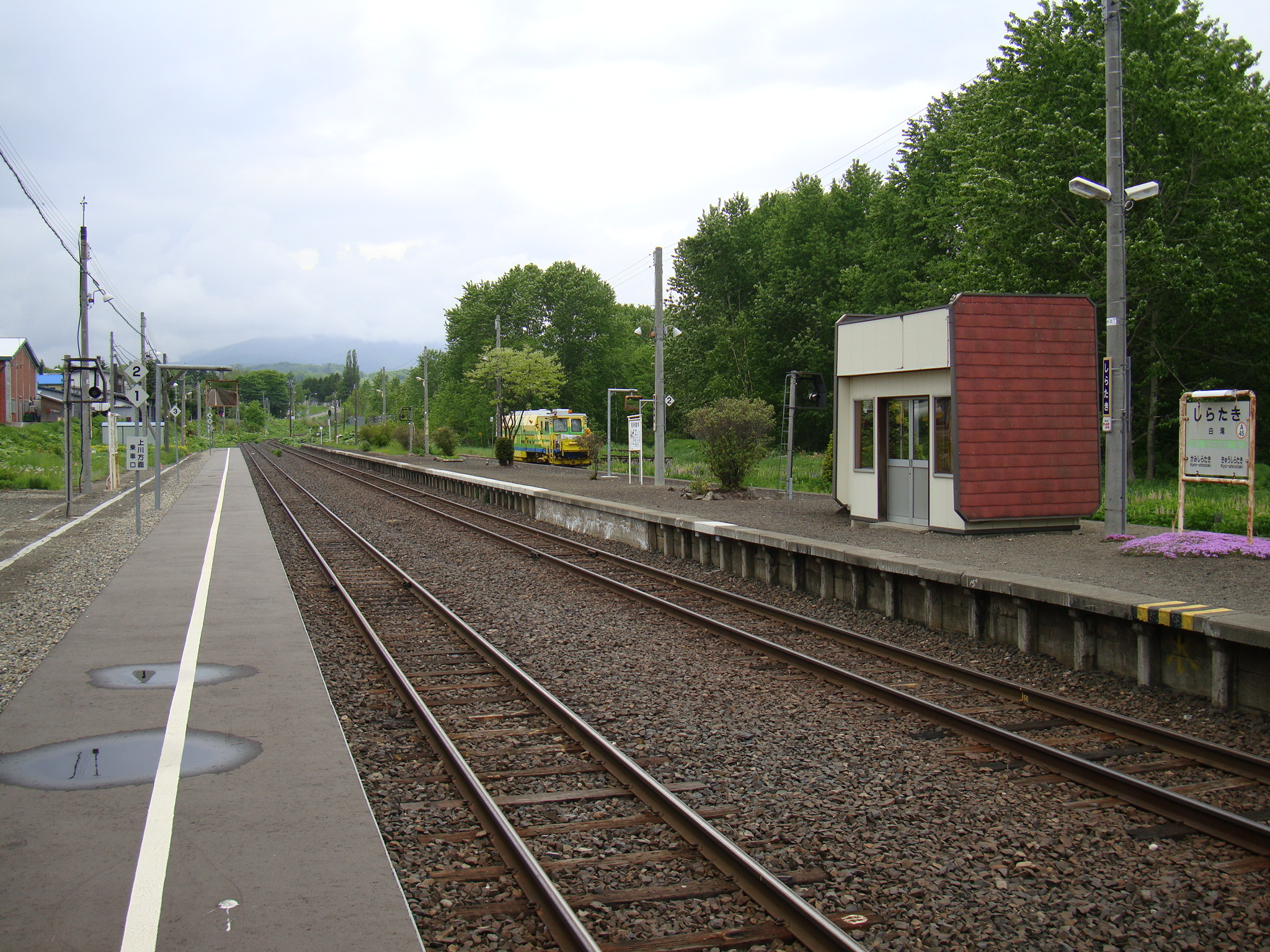
月台

### 月台配置
| 月台 | 路線      | 方向 | 目的地               | 備註           |
| ---- | --------- | ---- | -------------------- | -------------- |
| 1    | ■石北本線 | 上行 | 上川、旭川、札幌方向 |                |
| 2    | ■石北本線 | 下行 | 遠輕、北見、網走方向 | 特急、特別快速 |
| 3    | ■石北本線 | 下行 | 遠輕、北見、網走方向 | 普通、此站始發 |

## 車站周邊
原為白瀧村（2005年10月1日與遠輕町合併）的中心站。
- 北海道道558號白瀧原野白瀧停車場線
- 國道333號
- 旭川紋別自動車道白瀧交流道、「白瀧」巴士停留站（約1.3 公里）
- 遠軽町公所白瀧總合支所（原為白瀧村公所）
- 遠輕警察署白瀧派出所
- 白瀧郵局（與日本郵便遠輕支店白瀧集配中心併設）
- 遠輕信用金庫白瀧支店
- 遠湧農業協同組合（JA遠湧）白瀧支所

## 历史
- 1929年（昭和4年）8月12日 - 設立。
- 1932年（昭和7年）10月1日 - 設置遠輕機關庫白瀧分庫。
- 1964年（昭和39年）8月1日 - 廢除白瀧機關分區。
- 1974年（昭和49年）10月1日 - 廢止貨物業務。
- 1984年（昭和59年）2月1日 - 廢止行李業務。
- 1984年（昭和59年）11月10日 - 旅客業務簡易委託化。運轉業務仍有職員辦理。
- 1987年（昭和62年）4月1日 - 國鐵分割民營化後成為北海道旅客鐵道（JR北海道）轄下的車站。
- 1989年（平成元年） - 車站大樓改建。
- 1992年（平成4年） - 運轉業務無人化。終止簡易委託，完全無人化。

## 相鄰車站
北海道旅客鐵道（JR北海道）
■石北本線
- 特急「鄂霍茨克」、「大雪」停靠站

特別快速「北見」、普通
上川（A43）－（天幕）－（中越信號場）－（上越信號場）－（奧白瀧信號場）－（上白瀧（A44））－白瀧（A45）－（舊白瀧（A46））－（下白瀧信號場（A47））－丸瀨布（A48）
- 為廢站
- 下白瀧信號場的車站編號為當時下白瀧站的編號。

## 相關項目
- 石北本線
- 日本鐵路車站列表

## 外部連結
- （日語）JR北海道 – 白瀧車站 （页面存档备份，存于）
- （日語）全驛參觀之旅 （页面存档备份，存于）